# Mostje, Lendava
Mostje este o localitate din comuna Lendava, Slovenia, cu o populație de 363 de locuitori.